# Murfreesboro, Tennessee
Murfreesboro là một thành phố thuộc quận Rutherford, tiểu bang Tennessee, Hoa Kỳ. Thành phố có diện tích km², dân số thời điểm năm 2009 theo ước tính của Cục điều tra dân số Hoa Kỳ là 101.753 người2. Trung tâm dân số của Tennessee nằm ở Murfreesboro. Thành phố là một phần của vùng đô thị Nashville bao gồm 13 quận với dân số 1.666.566 người (năm 2009).